# Quận Union, Oregon
Quận Union là một quận nằm trong tiểu bang Oregon. Quận được đặt tên của thị trấn Union nằm bên trong ranh giới của quận. Năm 2000, dân số của quận là 24.530. Quận lỵ là La Grande.

## Địa lý
Theo Cục điều tra dân số Hoa Kỳ, quận có tổng diện tích là 2.039 dặm vuông (5.280 km²) trong đó đất chiếm 2037 dặm vuông (5.275 km²) và nước chiếm 2 dặm vuông (5 km²) hay 0,10%.

## Các quận giáp ranh
- Quận Umatilla, Oregon - (tây)
- Quận Wallowa, Oregon - (đông)
- Quận Baker, Oregon - (nam)
- Quận Grant, Oregon - (tây nam)

## Lịch sử
Sự phát triển dân số phía đông Oregon trong đầu thập niên 1860 khiến Lập pháp Tiểu bang phải tách Quận Umatilla và Quận Baker ra khỏi Quận Wasco năm 1862. Nhiều khu định cư tại Thung lũng Grande Ronde đưa đến việc thành lập Quận Union từ Quận Baker ngày 14 tháng 10 năm 1864.
Việc thiết lập một quận lỵ làm xảy ra việc cạnh tranh, dựa vào sự phát triển dân số, kinh tế và địa lý, giữa La Grande và thành phố Union. Quận lỵ thay đổi giữa hai nơi Union và La Grande cho đến khi La Grande trở thành quận lỵ chính thức vào năm 1905. Giữa năm 1875 và 1913, ranh giới của Quận Union được điều chỉnh lại với ranh giới của các quận Baker, Umatilla, và Wallowa.

## Các cộng đồng

### Các thành phố hợp nhất
- Cove
- Elgin
- Imbler
- Island City
- La Grande
- North Powder
- Summerville
- Union

### Các cộng đồng chưa hợp nhất
- Alicel